# Minyomerus bulbifrons
Minyomerus bulbifrons (лат.) — вид жуков-долгоносиков рода Minyomerus из подсемейства Entiminae. Северная Америка.

## Распространение
США, Аризона, Калифорния, Невада, Юта (пустыни и аридные регионы).

## Описание
Мелкие жуки-долгоносики, длина самок от 3,67 до 4,10 мм; длина рострума (хоботка) 0,53–0,59 мм. Самцы имеют длину 3.26–3.44 мм. Отличается сильно выступающим лбом, пунктированными надкрыльями и строением гениталий. Основная окраска тела от красновато-коричневой до чёрной.
Покровы несут прижатые чешуйки (мелкие, беловатые и коричневые), которые имеют субокруглую форму и сзади перекрываются; голова направлена немного вентрально; задние лапки короче, чем задние голени; на всех лапках отсутствуют подушечки щетинок, но имеются толстые шипики.  
Ассоциированы с такими растениями, как  Larrea tridentata (Zygophyllaceae), Encilia farinosa (Asteraceae). Личинки предположительно питаются на корнях растений. 
Вид впервые описан в 2015 году американскими энтомологами Майклом Янсеном (Michael Andrew Jansen) и Нико Францем (Nico M. Franz; Arizona State University, Темпе, США).